# Andrej Kramarić
Andrej Kramarić (Zagreb, 19 de juny de 1991) és un futbolista professional croata que juga com a davanter pel 1899 Hoffenheim alemany i per la selecció croata.
Kramarić va començar la seva carrera futbolística al club de la seva ciutat natal, el Dinamo de Zagreb i té el rècord de golejador més jove de la història del club. Aclamat com un dels millors talents del club, va debutar amb el primer equip del Dinamo amb només 17 anys. El 2013, després d'una disputa amb la direcció del Dinamo, Kramarić fou traspassat a l'HNK Rijeka, on va marcar 37 gols en 42 partits de lliga, abans de ser transferit al Leicester City FC per una suma rècord de 9 milions de lliures. Hi va jugar un any i mig, amb una cessió al 1899 Hoffenheim abans de ser traspassat permanentment a l'equip alemany.
Kramarić ha estat internacional amb totes les categories inferiors de la selecció croata. Va participar en el Campionat d'Europa Sub-19, on hi va jugar quatre partits, i la selecció va arribar a les semifinals. Va debutar amb la selecció absoluta el 2014. El 2016 fou un dels 23 seleccionats per participar en la fase final de l'Eurocopa 2016.

## Palmarès

### Club
Dinamo Zagreb
- Prva HNL: 2009–10, 2010–11
- Copa croata: 2010–11
- Supercopa croata: 2013

Rijeka
- Copa croata: 2013–14
- Supercopa croata: 2014

### Individual
- Jugador de l'Any de la Prva HNL: 2014[6]
- Màxim golejador de la Prva HNL: 2014–15